# Kāshanbeh-ye Chahārdāngī
Kāshanbeh-ye Chahārdāngī (persiska: کاشنبه چهاردانگی, Kāshanbeh-ye Chahār Dāngī) är en ort i Iran.   Den ligger i provinsen Kermanshah, i den västra delen av landet, 500 km väster om huvudstaden Teheran. Kāshanbeh-ye Chahārdāngī ligger 1 454 meter över havet och antalet invånare är 198.
Terrängen runt Kāshanbeh-ye Chahārdāngī är kuperad åt sydväst, men åt nordost är den platt.Runt Kāshanbeh-ye Chahārdāngī är det ganska tätbefolkat, med 185 invånare per kvadratkilometer. Närmaste större samhälle är Chaqā Narges, 7,3 km nordost om Kāshanbeh-ye Chahārdāngī. Trakten runt Kāshanbeh-ye Chahārdāngī består till största delen av jordbruksmark.